# Orden de la Bandera Roja
La Orden de la Bandera Roja (en ruso: Орден Крaсного Знамени) también llamada Orden de la Bandera Roja de Batalla, era una de las condecoraciones más altas de las concedidas por la Unión Soviética. Fue establecida para recompensar el coraje especial, la dedicación y la valentía demostrados en la defensa de la Patria socialista. También se otorgó a unidades militares, buques de guerra, organizaciones estatales y públicas. Hasta el establecimiento de la Orden de Lenin en 1930, la Orden de la Bandera Roja fue la orden más alta de la Unión Soviética. 
Fue establecida el 16 de septiembre de 1918 durante la Guerra Civil por decreto del Comité Ejecutivo Central de toda Rusia, fue adoptada como base para la orden. El nombre original era Orden de la Bandera Roja. Durante la guerra civil, también se establecieron órdenes similares en otras repúblicas soviéticas.  
El 1 de agosto de 1924, se estableció la Orden de la Bandera Roja de toda la Unión, cuya diferencia externa era la inscripción «URSS» en lugar de «RSFSR» en la cinta en la parte inferior de la corona de laurel. Todos los pedidos de las repúblicas soviéticas, que se otorgaron en 1918-1924, se equipararon con la Orden de toda la Unión. El estatuto de la orden fue aprobado por el decreto del Presídium del Comité Ejecutivo Central de la URSS fechado el 11 de enero de 1932 (el 19 de junio de 1943 y el 16 de diciembre de 1947, se hicieron enmiendas y adiciones a este decreto). La última edición del estatuto de la orden fue aprobada por el decreto del Presídium del Sóviet Supremo de la Unión Soviética de fecha 28 de marzo de 1980. 
El primer galardonado fue el mariscal de la Unión Soviética Vasili Blücher, el 28 de septiembre de 1918. El segundo galardonado fue Iona Yakir.

## Historia de la Orden
Todas las órdenes y otras insignias del Imperio ruso fueron canceladas por el decreto «Sobre la equiparación de todos los empleados en derechos» del 15 de diciembre de 1917. En lugar de pedidos, comenzaron a entregarse relojes personalizados, pitilleras, revólveres, etc. El primer premio oficial del estado soviético fue la Bandera Roja Revolucionaria Honoraria, que se introdujo el 3 de agosto de 1918 por iniciativa de Nikolái Podvoiski, miembro del Colegio del Comisariado del Pueblo para Asuntos Militares y Navales de la RSFS de Rusia. El premio consistía en un estandarte que se otorgaba a las unidades más distinguidas del Ejército Rojo.  

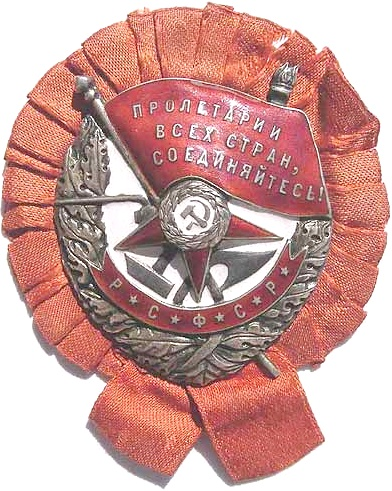
Primera variante de la Orden de la Bandera Roja sobre tela roja de 1918 a 1924

El 13 de agosto de 1918, Podvoiski, en un telegrama a Yákov Sverdlov, sugirió crear también insignias individuales para el Ejército Rojo. El 2 de septiembre de 1918, en una reunión del Comité Ejecutivo Central de toda Rusia, por iniciativa de Sverdlov, se creó una comisión encabezada por Avel Enukidze para redactar un borrador de insignias de premios individuales. La comisión propuso dos opciones: la Orden de la Bandera Roja y la Orden del Clavel Rojo. El 14 de septiembre de 1918, las propuestas de la comisión fueron consideradas en una reunión del Comité Ejecutivo Central de toda Rusia, donde se eligió la opción de la Bandera Roja. El 16 de septiembre de 1918, se firmó el decreto «Sobre insignias», donde finalmente se adoptó la Orden de la Bandera Roja. 
El boceto de diseño de la orden fue confiado al artista Vasili Ivanovich Denisov, sin embargo, debido a su precario estado de salud, prácticamente todo el trabajo en la creación del dibujo de la Orden de la Bandera Roja tuvo que realizarlo su hijo Vladímir (también artista).  
En menos de un mes, Denisov preparó seis versiones del diseño de la insignia. Uno de ellos fue finalmente aceptado por la Comisión del Comité Ejecutivo Central de toda Rusia. En él estaban representados: una Bandera Roja desplegada, una estrella roja de cinco puntas, una reja de arado, un martillo, una bayoneta, un martillo y una hoz cruzados, así como hojas de roble de una corona.  
En la bandera roja estaba inscritó el lema: «¡Proletarios de todos los países, uníos!» En la parte inferior del pedido en una cinta roja estaban las letras «R.S.F.S.R.» El 4 de octubre de 1918, esta versión, con pequeñas correcciones hechas por el autor según los comentarios de los miembros del comité de premios, fue aprobada por el Presidium del Comité Ejecutivo Central de toda Rusia.

## Estatuto de la Orden

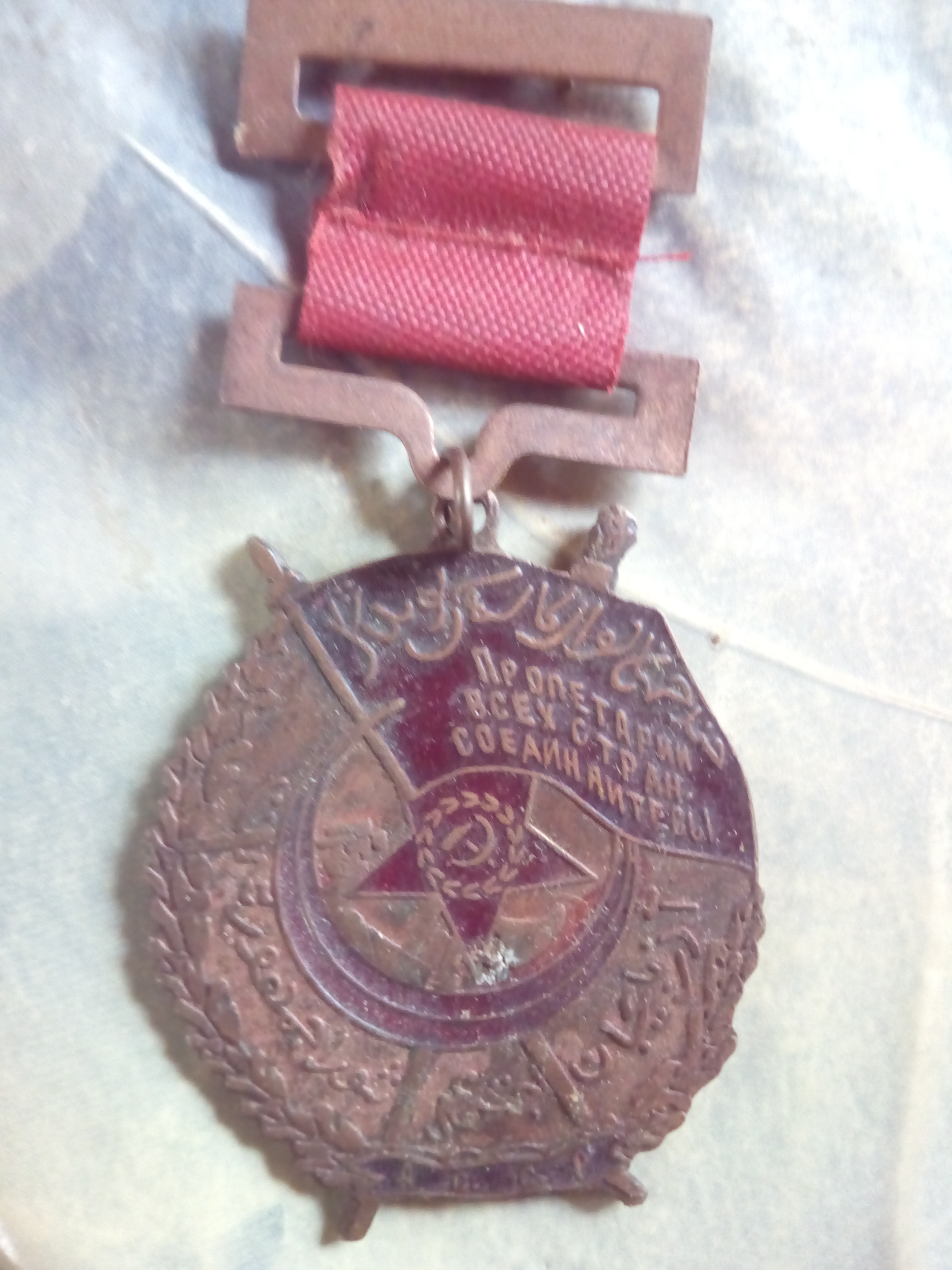
Orden de la Bandera Roja de la República Socialista de Azerbayan

El 16 de septiembre de 1918 se adoptó el primer estatuto de la Orden de la Bandera Roja. Decía: 
- La insignia se otorga a todos los ciudadanos de la RSFSR que han demostrado un valor y un coraje particulares en las actividades de combate directo.[2]
- La insignia se establece con la Orden de la Bandera Roja con la imagen de la Bandera Roja en ella, desplegada, doblada o truncada en forma de triángulo.[2]
- Junto con la Orden de la Bandera Roja, los ciudadanos de la RSFSR reciben un certificado especial, cuyo texto debe ser el siguiente: “El Comité Ejecutivo Central de toda Rusia de Soviets de Trabajadores, Campesinos, cosacos y diputados del Ejército Rojo en conmemoración del cumplimiento por un ciudadano de su deber para con la patria socialista en la batalla contra sus enemigos le entrega la insignia de la Orden de la Bandera Roja, símbolo de la Revolución Socialista Mundial.[2]
- El derecho de aprobación y adjudicación pertenece únicamente al Comité Ejecutivo Central Panruso.[2]
- Todos los comandantes y comisarios de unidades individuales del Ejército Rojo, la Armada y los destacamentos de voluntarios disfrutan del derecho a nominar para los premios.

La Orden de la Bandera Roja se llevaba en el lado izquierdo del pecho y en presencia de otras órdenes y medallas de la URSS, se colocaba inmediatamente después de la Orden de la Revolución de Octubre. Si se usa en presencia de órdenes o medallas de la Federación de Rusia, estas últimas tienen prioridad.
Cuando la Orden se otorgaba a formaciones enteras, como flotas o escuadrillas aéreas se agregaba el prefijo «Bandera Roja» a sus designaciones oficiales.

## Premio por servicio prolongado
La Orden de la Bandera Roja también se utilizó como un premio por servicio prolongado entre 1944 y 1958 para conmemorar veinte y treinta años de servicio en el ejército, la seguridad estatal o la policía. El Decreto del Presídium del Sóviet Supremo de la URSS del 14 de septiembre de 1957 enfatizó la devaluación de ciertas órdenes militares de alto rango soviéticas utilizadas como premios de servicio prolongado en lugar de sus criterios originalmente previstos. Esto dio lugar al decreto conjunto del 25 de enero de 1958 de los Ministros de Defensa, del Interior y del Presidente del Comité de Seguridad del Estado de la URSS que estableció la Medalla por servicio impecable, poniendo fin a la práctica de adjudicación de variantes de servicio prolongado de la Orden de la Bandera Roja.

## Descripción
La Orden, hecha de plata, consistía en una insignia esmaltada en blanco, que tenía una insignia de la hoz y el martillo dorada rodeada por dos gabillas doradas de trigo en una Estrella Roja, respaldada por un martillo cruzado, un arado, una antorcha y una bandera roja con el lema ¡Proletarios de todos los países, uníos!  El conjunto estaba rodeado por dos gabillas doradas de trigo; en la parte inferior estaban las letras «URSS» (ruso: СССР). Los premios adicionales de la Orden llevaban un escudo esmaltado en blanco con un número de secuencia plateado en la parte inferior del anverso. 
Un destinatario de múltiples Órdenes de la Bandera Roja usaría una insignia básica de la Orden con un número correspondiente a la secuencia de la adjudicación en un cartucho sobre las ramas de trigo en la parte inferior de la insignia.
Las primeras variantes de la Orden eran insignias atornilladas para permitir su uso en la ropa. Las variantes posteriores (a partir de 1943) colgaban de una montura pentagonal soviética estándar con un anillo a través del bucle de suspensión. La montura estaba cubierta con una cinta de muaré de seda roja superpuesta de 24 mm de ancho con franjas de borde blancas de 1,5 mm de ancho y una franja central blanca de 7 mm de ancho.